# The Happier Man
Pour plus de détails, voir Fiche technique et Distribution.
The Happier Man (littéralement : L'Homme le plus heureux) est un film muet américain réalisé par Frank Cooley, sorti en 1915.

## Fiche technique
- Titre : The Happier Man
- Réalisation : Frank Cooley
- Scénario :
- Producteur :
- Société de production : American Film Manufacturing Company
- Société de distribution : Mutual Film
- Pays de production :  États-Unis
- Langue : film muet avec les intertitres en anglais
- Métrage : 600 m
- Format : Noir et blanc — 35 mm — 1,33:1 — Muet
- Genre : Comédie dramatique
- Durée : 20 minutes
- Date de sortie : 
  - États-Unis : 9 février 1915

## Distribution
- Irving Cummings : William Summer
- Virginia Kirtley : Lucille Page
- Joe Harris : Harry Warden
- Fred Gamble : l'éditeur du journal
- Gladys Kingsbury : Mary Fuller, la journaliste
- Perry Banks : le mineur